# 石川瑠華
石川瑠華（日语：／ Ishikawa Ruka；1997年3月22日—）是日本女演員，出身自埼玉縣，Sony Music Artists旗下藝人。

## 作品列表

### 電視劇
- 御茶之水搖滾 第5集（2018年2月8日，東京電視台）：飾演 晃子
- 13（2020年8月1日－22日，富士電視台）：飾演 相川千帆
- Spotlight 第8集（2020年8月25日，TOKYO MX1）：飾演 步美，主演
- 我只是想說喜歡妳（2021年10月6日－12月22日，東京電視台）：飾演 森田實久

### 電影
- 伊索遊戲（2019年8月16日）：飾演 龜田美羽，主演
- 13月的女孩（2020年8月15日）：飾演
- 愛上透明系女孩（2021年6月4日）：飾演 由佳，主演
- 錯位的青春（2021年8月20日）：飾演 佐藤小梅，跟青木柚雙人主演
- このハンバーガー、ピクルス忘れてる（2024年2月16日）：飾演アキ

## 外部連結
- 經紀公司個人資料頁面（日語）
- 石川瑠華的X（前Twitter）（日語）